# Дарбеева, Анна Ангадыковна
Анна Ангадыковна Дарбеева (девичья фамилия Маркизова; 1917—2013) — советская учёная, лингвист-монголовед, доктор филологических наук.
Автор более 70 научных работ, в том числе 4 монографии.

## Биография
Родилась 15 февраля 1917 года в деревне Куйта Балаганского уезда Иркутской губернии, ныне Аларский район Иркутской области, в крестьянской семье.
В 1934 году поступила на филологическое отделение Агропедагогического института (позже — Бурятский сельскохозяйственный институт, ныне Бурятская государственная сельскохозяйственная академия). Это был период сталинских репрессий, который не обошёл стороной и семью Анны Дарбеевой — её брат, Ардан Ангадыкович, работавший наркомом земледелия Бурят-Монгольской АССР, был расстрелян в 1937 году. Анна тоже подверглась преследованиям, и возможностью окончить институт стала возможной благодаря участию профессора В. Д. Кудрявцева, выступившего на ученом совете института в её защиту.
По окончании вуза преподавала русский язык и литературу в одной из московских школ. В 1948—1952 годах обучалась в аспирантуре Института языка и мышления им. Н. Я. Марра Академии наук СССР (ныне Институт языкознания РАН). В 1953 году под руководством профессора Г. Д. Санжеева защитила кандидатскую диссертацию на тему «Определение в бурят-монгольском языке». При участии Г. Д. Санжеева и другого учёного — Ц. Б. Цыдендамбаева, в Институте языкознания была открыта группа монгольских языков, куда Анна Дарбеева была принята после защиты диссертации. Докторскую диссертацию на тему «Проблемы контактов монгольских языков с иноструктурными языками в социолингвистическом освещении» она защитила в 1985 году.
Научные исследования А. А. Дарбеевой относились к бурятскому языку — исследования общего и частного характера, а также теории монгольских языков и сравнительно-исторической грамматике монгольских языков. Она принимала участие в работе международных конгрессов монголоведов в Монголии и Международного конгресса алтаистов, а также во Всесоюзных конференциях по вопросам советского языкознания. Участвовала в составлении четырёхтомного «Большого монгольско-русского словаря».
Анна Ангадыковна — Заслуженный деятель науки Бурятской АССР (1990). Награждена медалями «За доблестный труд в Великой Отечественной войне 1941—1945 гг.», «В память 850-летия Москвы» и «Ветеран труда», а также юбилейными наградами. В связи с 250-летием Академии наук СССР была награждена Почетной грамотой Президиума АН СССР (1974).
Умерла 6 января 2013 года.